# Hanns Stock
Hanns Stock (* 7. Oktober 1908 in Pfaffenhofen an der Ilm; † 23. Juli 1966 bei Buchloe) war ein deutscher Ägyptologe.

## Leben
Hanns Stock besuchte von 1920 bis 1927 das Gymnasium in Dillingen an der Donau. Im Anschluss studierte er bis 1933 an verschiedenen deutschen und ausländischen Universitäten zunächst Philosophie und Geschichte und wechselte später in die Fächer orientalische Sprachen und Archäologie. Schließlich promovierte er 1940 an der Universität München über die Geschichte und Archäologie der 13. bis 17. Dynastie Ägyptens unter besonderer Berücksichtigung der Skarabäen dieser Zwischenzeit.
1940–1941 arbeitete Stock als wissenschaftlicher Assistent an den Staatlichen Museen zu Berlin und ab 1946 an der Ägyptischen Staatssammlung in München. 1947 habilitierte er sich für Ägyptologie und Geschichte des Alten Orients und übernahm an der Universität München einen Lehrauftrag. 1951 wurde er dort zunächst kommissarischer Vertreter des Lehrstuhls für Ägyptologie und Geschichte und im Jahr darauf ordentlicher Professor sowie Direktor der Ägyptischen Staatssammlung. Noch 1952 wurde er zudem Mitglied der Zentraldirektion des Deutschen Archäologischen Instituts. 1954 war Stock wesentlich an der Wiederbegründung der Abteilung Kairo des Deutschen Archäologischen Instituts beteiligt. Nach dreijährigen Ausgrabungen im Sonnenheiligtum des Pharao Userkaf in Abusir übernahm er 1957 die Leitung der Abteilung Kairo des Instituts. Von 1959 bis 1961 leitete er die Ausgrabungen in Amada und von 1961 bis 1963 die durch den Bau des Assuan-Staudamms erzwungene Verlegung des Mandulis-Tempel in Kalabscha.
Ministerpräsident Alfons Goppel ehrte Stocks Verdienste am 7. Dezember 1964 mit der Verleihung des Bayerischen Verdienstordens. Stock  kam am 23. Juli 1966 bei einem Verkehrsunfall auf der Bundesstraße 12 bei Buchloe ums Leben.

## Veröffentlichungen (Auswahl)
- Die erste Zwischenzeit Ägyptens. Untergang der Pyramidenzeit, Zwischenreiche von Abydos und Herakleopolis, Aufstieg Thebens Rom 1949.
- Studien zur Geschichte und Archäologie der 13. bis 17. Dynastie Ägyptens. Unter besonderer Berücksichtigung der Skarabäen dieser Zwischenzeit. Glückstadt 1955.
- mit Karl Georg Siegler: Kalabsha. Der größte Tempel Nubiens und das Abenteuer seiner Rettung. Wiesbaden 1965.